# 吉野金次
吉野 金次 （よしの きんじ、1948年 - ）は、日本のレコーディング・エンジニア、編曲家。

## 経歴
東京都出身。東京都立葛西工業高等学校電子科卒業。
1967年に東芝音楽工業の録音部に入社。ザ・ランチャーズの喜多嶋修と共に匿名ユニット「ジャスティン・ヒースクリフ（Justin Heathcliff）」を結成。同名アルバムを発表するも不発に終わる。
1970年、仕事をめぐり上司と衝突し、録音部からの配転を命ぜられ、クビに近い形で退社する。その後、かつての仕事仲間である細野晴臣に誘われてはっぴいえんどの『風街ろまん』にミキサーとして参加。以降、日本では初となるフリーのエンジニアとして活動。
松本隆に対して専業作詞家になることを勧めたのも吉野で、1974年に当時自らが担当していたアグネス・チャンのオリジナル・アルバム『アグネスの小さな日記』の収録曲の作詞を松本に依頼した。その中の一曲が「ポケットいっぱいの秘密」である。
ビートルズのプロデューサー：ジョージ・マーティンに強い影響を受けたプロデューサー型のレコーディング・エンジニアで、細野晴臣を中心にはっぴいえんど・イエロー・マジック・オーケストラ周辺のミュージシャンからの信頼が厚い。
2006年に脳梗塞で倒れた際には、矢野顕子、細野晴臣の提唱により、チャリティライブ「吉野金次の復帰を願う緊急コンサート」が行われた（本公演の録画はDVD『音楽のちから』として発売）。友部正人、ゆず、井上陽水、大貫妙子、佐野元春らが参加、客として清水ミチコも観賞。
2008年に、矢野のiTunesによるライブ配信『JAPANESE GIRL -Piano Solo Live 2008-』のミキシングから仕事に復帰したほか、アルバム『音楽堂』では録音現場に出ての仕事を再開した。

## 主な作品
- 浅川マキ
  - 浅川マキの世界（1970年）
- 愛奴
  - 愛奴（1975年）
- アグネス・チャン
  - アグネスの小さな日記（1974年）
- 朝比奈隆/大阪フィルハーモニー交響楽団
  - ブルックナー交響曲全集（1976-1978年）
- 井上陽水
  - 招待状のないショー（1976年）
- 大瀧詠一
  - 大瀧詠一（「乱れ髪」のストリングアレンジも手掛ける）（1972年）
- 尾崎豊
  - 街路樹（1988年）
- 金延幸子
  - み空（1972年）
- GARO
  - GARO（1971年）
- キャンディーズ
  - 年下の男の子（1975年）
  - 微笑がえし（1978年）
- コシミハル
  - Passepied（1989年）
- 坂本龍一
  - ビューティ（1989年）
- 佐野元春
  - SOMEDAY（1981年）
- 沢田研二
  - G.S.I LOVE YOU（1980年）
- たま
  - 「ばいばいばく」（シングル「海にうつる月」C/W曲）（1992年）
- 友部正人
  - にんじん（1973年）
  - 6月の雨の夜、チルチルミチルは（1987年）
- 中島みゆき
  - 愛していると云ってくれ（1978年）
  - 親愛なる者へ（1979年）
  - おかえりなさい（1979年）
  - 生きていてもいいですか（1980年）
- 西岡恭蔵
  - プカプカ（赤い屋根の女の子に）
- はっぴいえんど
  - 風街ろまん（大瀧詠一ボーカル曲以外）（1971年）
- 細野晴臣
  - HOSONO HOUSE（数曲ホーンアレンジも細野と共同で手掛ける）（1973年）
- 宮沢和史
  - SPIRITEK（2004年）
- 矢沢永吉
  - ゴールドラッシュ（1978年）
- 矢野顕子
  - JAPANESE GIRL（1976年）
  - SUPER FOLK SONG（1992年）
  - PIANO NIGHTLY（1995年）
  - 音楽堂（2010年）
- 沖野俊太郎
  - Started For Today（1995年）
- ゆず
  - ユズモア（2002年）
- 吉田美奈子
  - 扉の冬（1973年9月21日）
- ザ・ワイルド・ワンズ
  - 花のヤング・タウン（1968年7月10日）
- 岡林信康
  - 1973PM9:00→1974AM3:00（1974年）

## 出演作品
- 映画『SUPER FOLK SONG -ピアノが愛した女。-』(坂西伊作監督、1992年) - 矢野顕子のドキュメンタリーに出演。

## 関連作品
- 音楽のちから -吉野金次の復帰を願う緊急コンサート （2007年） - DVD